# Vilhelm Moberg

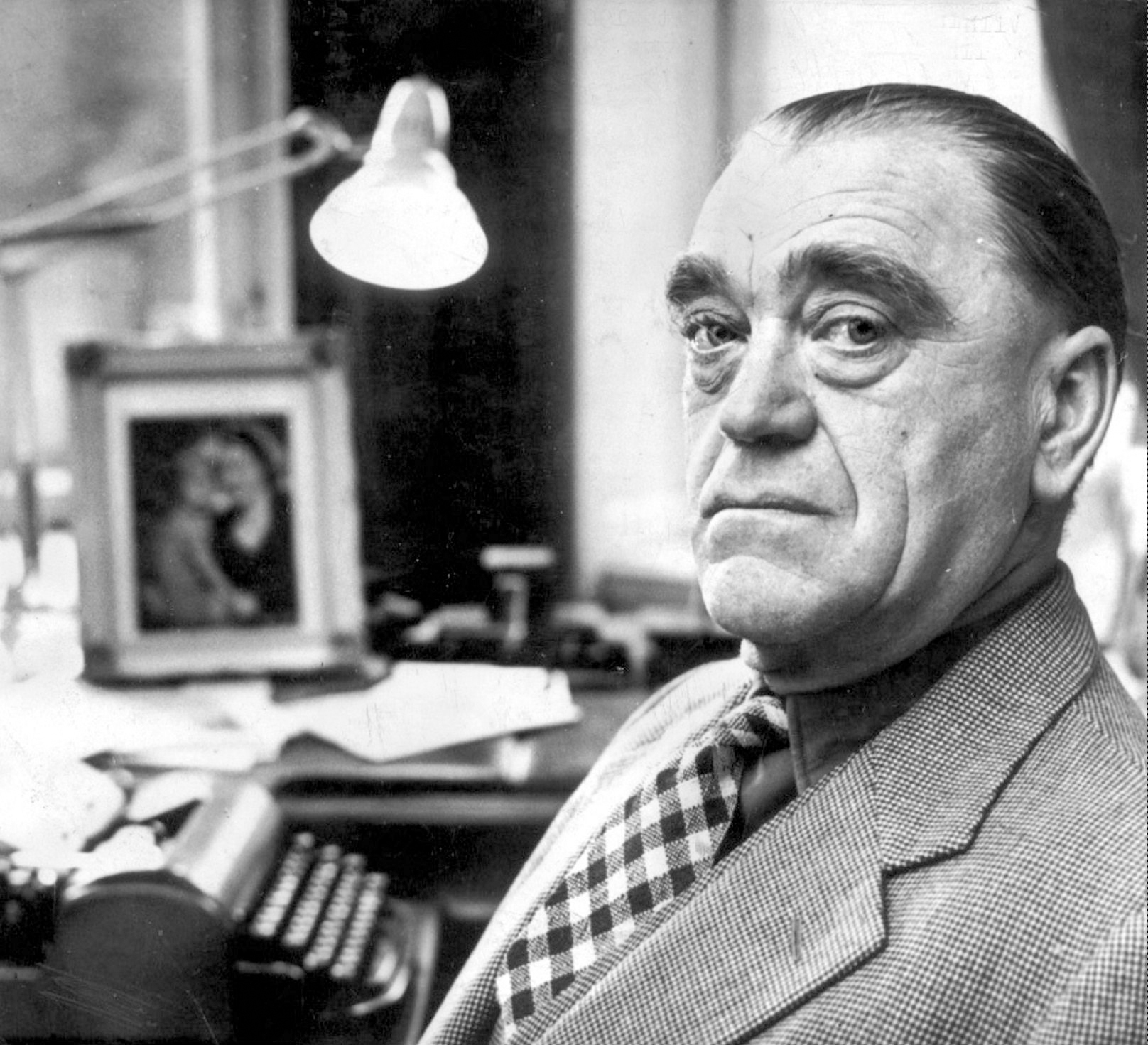
Vilhelm Moberg 1967.

Karl Artur Vilhelm Moberg, född 20 augusti 1898 i Moshultamåla, Algutsboda församling i Småland, död 8 augusti 1973 i Tomta i Väddö församling,  Stockholms län, var en svensk författare, journalist och dramatiker. Hans produktion innehåller många kända verk, bland dem Utvandrarserien.
Moberg var far till Eva Moberg.

## Biografi

### Uppväxt och ungdomsår

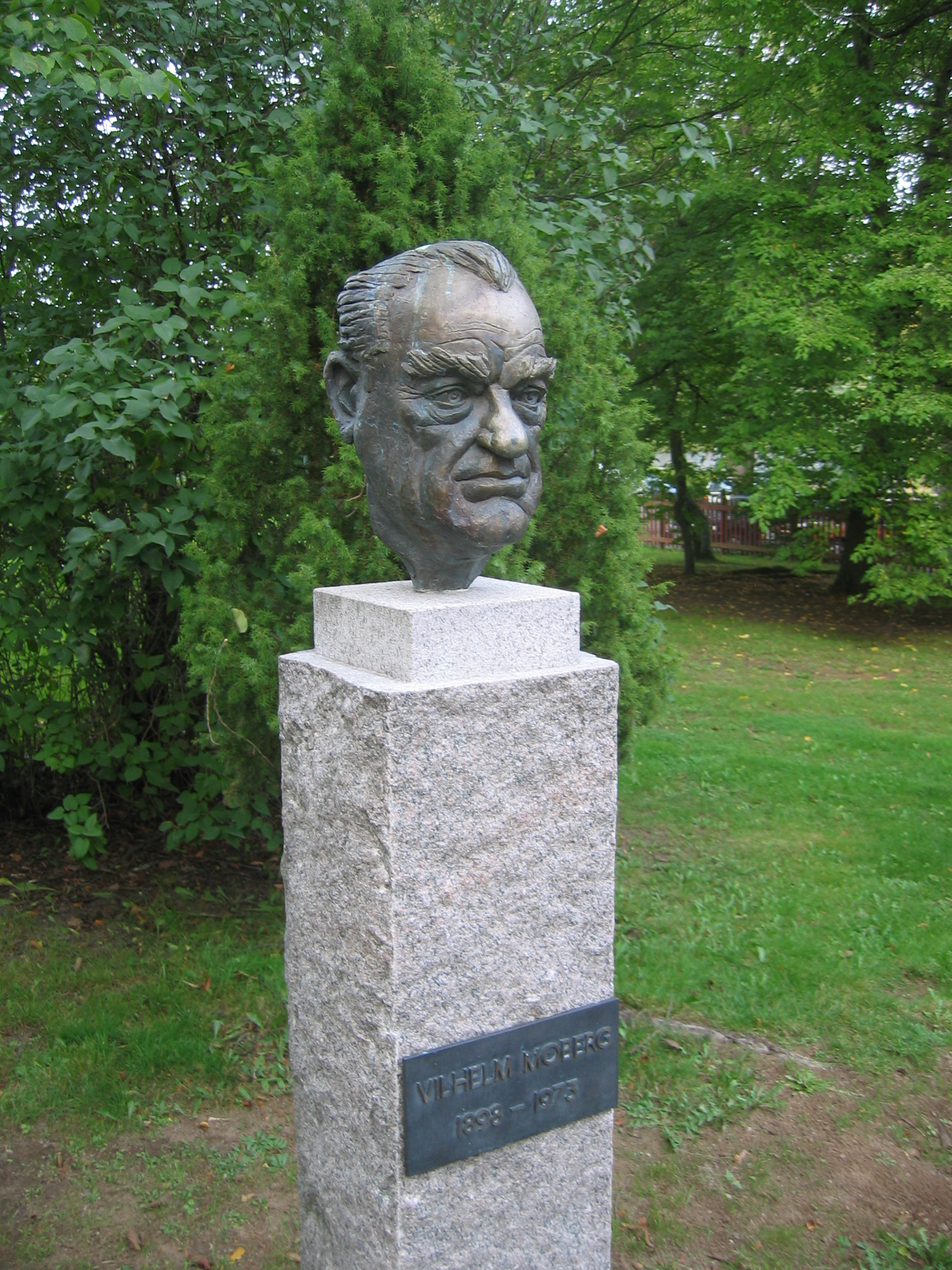
Skulptur av Vilhelm Moberg utanför Utvandrarnas Hus i Växjö.

Moberg föddes i ett soldattorp i Småland, som son till soldaten Karl Gottfrid Moberg (1865-1950) och hans hustru Ida Charlotta, född Aronsdotter (1864-1960). Han hade sex syskon. Tre av barnen nådde mogen ålder. Han och familjen flyttade 1907 till moderns barndomshem, en mindre gård i byn Moshultamåla i Algutsboda socken. Under barndomen arbetade han främst i lantbruket och med att bära ved på Modala glasbruk. Moberg gick i skola från våren 1906 till och med våren 1912, men undervisning gavs endast under fyra av årets månader.
Som barn hade Moberg ett brinnande intresse för att läsa. 13 år gammal blev han för första gången publicerad, när han deltog i ungdomstidningen Brokiga blads novelltävling. Moberg hamnade på 18:e plats, fick ett diplom och som pris en plansch (”Aftonbladets karta över ätliga svampar”). I ungdomen var han också en regelbunden skribent i tidskriften Såningsmannen och i lokaltidningen Smålandsposten. Moberg blev 1913 medlem i den socialdemokratiska ungdomsklubben i Algutsboda och ingick i ett nätverk av försäljare av tidningen Stormklockan. I ungdomen var han även aktiv i den lokala nykterhetslogen. Moberg förblev medlem i socialdemokraterna fram till 1945.
Under första världskriget studerade Moberg vid folkhögskolan i Grimslöv. Efter folkhögskolan försörjde han sig som skogsarbetare innan han började vid Katrineholms praktiska läroverk. 1918 drabbades han av spanska sjukan och var sjuk i ett halvår.
I maj 1919 blev Moberg volontär på Vadstena Läns Tidning och den gav honom tillfälle att publicera sina berättelser, som grundades på egna erfarenheter. Dessa berättelser publicerades under signaturen "Ville i Momåla". I oktober 1920 började han på Arvika Nyheter men kunde återvända till Vadstena som tidningens chefredaktör. Efter tre års beviljade uppskov fullgjorde Moberg maj till oktober 1921 värnplikten vid I 11 i Växjö. Han nyttjade tiden till en serie satiriska humoresker som gjorde succé i Växjöbladet under rubriken I vapenrock och linnebyxor, innan de trycktes separat i två upplagor. Han återvände till Vadstena men efter en kontrovers med tidningens ägare blev han hösten 1922 lokalredaktör för Nya Växjöbladet i Alvesta. Under tiden i Vadstena träffade han Margareta Törnqvist och de gifte sig i Vadstena klosterkyrka i september 1923.

### Tidiga litterära verk

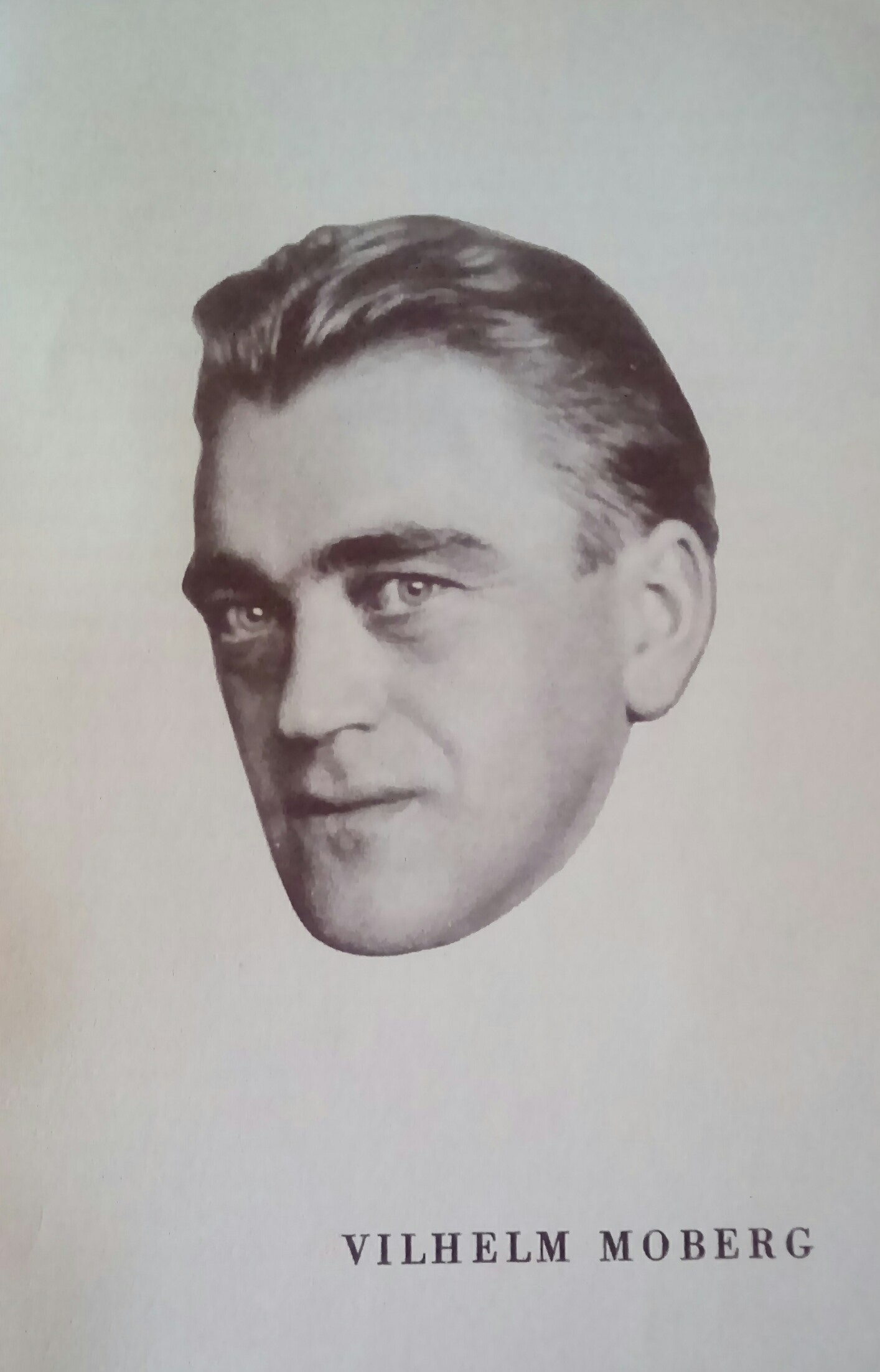
Foto ur antologin Ansikten (1932).

Moberg hade under tiden som journalist skrivit och försökt få två romaner, Prinsessan på Solklinten  och Sigfrid Segerhuva utgivna. Den första utkom till slut i en liten utgåva, efter att tidigare bland annat gått som följetong i Vadstena Läns Tidning när Moberg själv var chefredaktör. Hans första skönlitterära framgångar kom istället på teatern: hans första uppförda pjäs var Hjonelag skall med böneman byggas, ett folklustspel inspirerat av Moliére som i huvudsak framfördes av små sällskap, och med Kassabrist fick han sedan stora framgångar och mycket god kritik. Med hjälp av inkomster av pjäserna kunde han 1926 ta ledigt för att skriva Raskens, romanen om en indelt soldat och hans familj i slutet av 1800-talet. Med romanen fick Moberg sitt genombrott som romanförfattare. Raskens fick god kritik, bland annat av Anders Österling.
Mobergs viktigaste verk från 1930-talet är trilogin om Knut Toring, Sänkt sedebetyg, Sömnlös och Giv oss jorden!. Knut Toring är redaktör på en tidning i storstaden, han är gift och har två barn. Han vantrivs och längtar tillbaka till sin småländska hembygd. Hans liv har stora likheter med Mobergs eget: Moberg och hans hustru flyttade från Alvesta till Stockholm 1929 men där vantrivdes han samtidigt som det knappast var möjligt att återvända till Algutsboda.
Moberg skrev också flera historiska romaner som utspelas i Småland. Mans kvinna handlar om Märit, som är gift med bonden Påvel men älskar grannen Håkan. Brudarnas källa består av fyra berättelser kring en källa, från forntiden fram till modern tid. Den historiska romanen Rid i natt! från 1941 brukar läsas som Mobergs engagemang mot nazismen och hans kritik av de svenska eftergifterna till Tyskland under andra världskriget. Berättelsen utspelas under första halvan av 1600-talet när bönderna i byn Brändebol tvingas gå dagsverken för den tyske adelsmannen Bartold Klewen. En av bönderna, Ragnar Svedje, vill att de ska vägra följa adelsmannens påbud, som han anser strider mot rätt och lag. När Klewens fogde hotar med kroppsstraff tycker dock byns ålderman att de ska ge efter. Ragnar Svedje måste fly till skogs för att inte bli gripen. För samtiden var den indirekta kritiken tydlig. När romanen uppfördes på Dramaten i september 1942 ändrades "tysk" till "främmande".
År 1944 publicerades den 800 sidor långa Soldat med brutet gevär. Som så många av Mobergs romaner tar den sin början i Småland där Valter Sträng som tonåring blir pacifist, socialist och nykterist. Efter flera år som kroppsarbetare kan han börja på folkhögskola, får läsa Schopenhauer och drabbas av spanska sjukan innan han får börja som volontär på en liten liberal landsortstidning, där han sedan får anställning. Efter en kontrovers med tidningsbolagets verkställande direktör lämnar han tidningen. Han får sedan jobb på en socialdemokratisk lokaltidning men säger upp sig även därifrån på grund av en politisk konflikt med chefredaktören. Sedan bestämmer han sig för att bli författare. Romanen följer framväxten av den svenska arbetarrörelsen och Moberg använder detta för att kritisera sådant som Socialdemokraterna i regeringsställning under kriget ansvarat för: presscensur, bibehållen monarki och statskyrka. Likheterna med Mobergs eget liv och Valter Strängs är otaliga även om romanen inte kan ses som självbiografisk – skillnaderna är också många.

### Utvandrarserien
Mobergs mest kända verk är Utvandrarserien från 1949–1959, som beskriver en grupp människors utvandring från södra Småland till Minnesota i USA i mitten av 1800-talet, ett öde delat med 1,2 miljoner andra svenskar, däribland större delen av författarens egen släkt. Serien handlar om sexton personer som våren 1850 utvandrar från Ljuder i Småland.
Moberg hade själv i 18-årsåldern tänkt emigrera och emigrationen omnämns som tema i flera av Mobergs tidigare böcker. I juni 1948 flyttade han med hela familjen till USA och reste runt i svenskbygderna för att få källmaterial. I Saint Paul, Minnesota hittade han den tidiga svenska emigranten Andrew Petersons dagböcker och detta blev det källmaterial han behövde. Bosatt i Carmel, Kalifornien, skrev han klart de två första delarna. Mobergs engagemang i den offentliga debatten i Sverige gjorde att han inte kunde påbörja den tredje delen förrän 1954 i Laguna Beach, Kalifornien. Under arbetets gång bestämde sig Moberg för att även skriva en fjärde del som publicerades 1959.
Ett återkommande ämne i Mobergs prosa är en strävan att komma upp sig här i världen och att komma bort från landsbygden som känns alltför inskränkt. Ofta kombineras detta med eftertankens kranka blekhet. Knut Toring upptäcker att livet i Stockholm inte är vad han trodde utan längtar hem, Albert Carlsson i Din stund på jorden längtar tillbaka till Sverige från sitt hotell i Kalifornien, Karl-Oskar dör 1890 i Minnesota med kartan över Ljuders socken tryckt mot bröstet, medan hans yngre bror Robert inte ville se den nya bygden som sitt slutliga mål utan drog vidare mot guldruschens Kalifornien och så småningom blev ett offer för sina ouppfyllda drömmar och sin nedbrutna hälsa.
Kring publiceringen av böckerna följde också en häftig debatt kring deras sedlighet och det faktum att de, enligt kritikerna, framställde romangestalterna på ett okristligt sätt. Denna debatt blev sedermera känd som Reuterdahlsfejden.

### Dramatikern Moberg
Mobergs första stora framgång som pjäsförfattare var Kassabrist, en pjäs om kassörer i olika firmor som har förskingrat pengar men som hjälper varandra inför en hotande revision.
Moberg var en av de första som skrev pjäser för den nya radioteatern. På uppmaning av radioteaterns chef Per Lindberg skrev Moberg pjäsen Marknadsafton, en historia om en kärlekstriangel mellan bonden Magni, hushållerskan Lovisa och grannen Teresia. Även folklustspelet Änkeman Jarl kretsar kring giftermålsplaner. Den dramatiska pjäsen Hustrun har satts upp på Dramaten och är ett triangeldrama mellan bonden Jakob, hans unga hustru Helga och hans mor Johanna.
Även i sina pjäser tog Moberg upp aktuella samhällsproblem: pjäsen Vår ofödde son tar upp abortfrågan. I komedin Jungfrukammare (1937) tar han upp den då aktuella debatten om osedlighet i litteraturen. Pjäsen Domaren handlar om en domare som förskingrar pengar utan att myndigheterna lyfter ett finger, en tydlig anspelning på fallet med domaren Folke Lundquist. I satiren Sagoprinsen (1962), där en godtrogen äldre fröken blir offer för svindlare, bygger Moberg på Husebyaffären.
Om sina egna teaterbearbetningar har Moberg sagt: "Dramatiseringar blir sällan lyckade. Jag är för min del något så när belåten med två; Mans kvinna och Din stund på jorden."
Flera av Mobergs pjäser filmatiserades, första gången 1932 genom Kärlek och kassabrist, en filmatisering som Moberg var missnöjd med. Filmatiseringen Rid i natt blev en succé både hos publiken och kritikerna.

### Debattören Moberg
Moberg var en uttalad stark motståndare till de totalitära rörelserna som kom att växa fram och dominera under 1920- och 1930-talen, och han vände sig starkt mot nationalsocialism, kommunism och fascism. Det var dessa rörelsers framgångar som fick Moberg att under 1930-talet frångå sin ungdoms uttalade pacifism. Därför förespråkade han också senare i livet svenskt medlemskap i Nato. Under andra världskriget kritiserade Moberg nazisternas gärningar. Han var även kritisk mot den svenska regeringen, som Moberg ansåg bedrev en undfallande politik mot Tyskland i vissa frågor.
Vilhelm Moberg var uttalad republikan och var en aktiv debattör i ämnet. Han var också kritisk till att historiska svenska kungar som Gustav II Adolf och Karl XII beskrevs som "hjältar", då Moberg menade att de i själva verket hade varit "tyranner", "krigsförbrytare" och "massmördare".
Under 1950-talet var Moberg engagerad i kampen mot vad han såg som den svenska rättsrötan. Detta engagemang kulminerade i de två relaterade Kejne- och Haijbyaffärerna. Moberg dömdes till dagsböter efter att ha stulit dokument som bland annat avslöjade att svenska polisen hade samarbetat med Gestapo. Moberg menade att det var moraliskt riktigt att begå brottet att stjäla handlingarna för att avslöja svenska myndigheters brott. Det svenska ordet "vänskapskorruption", synonymt med nepotism, myntades sannolikt av Moberg under ett föredrag 1952.
Från 1960-talet var Moberg en av Olof Palmes häftigaste kritiker. Han kritiserade till exempel Palme för att ha uppvaktat kung Gustaf VI Adolf på dennes 90-årsdag och sjungit "Kungssången". Detta var hyckleri menade Moberg, eftersom Palme påstod sig vara republikan.
Moberg förespråkade också ett avskaffande av det dåtida svenska TV-monopolet, långt innan det avskaffades.

### Senare år

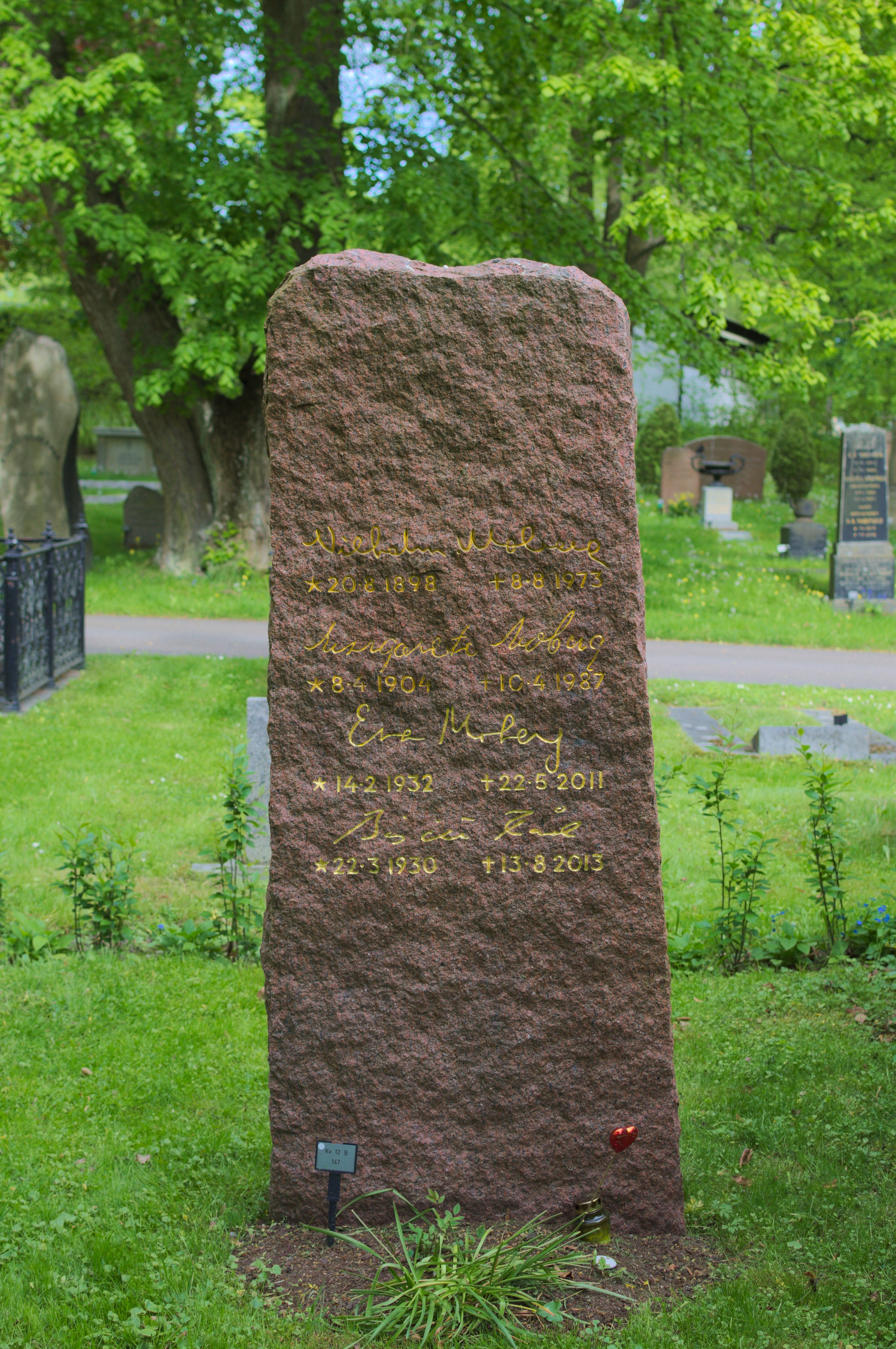
Vilhelm Mobergs gravvård på Norra begravningsplatsen i Stockholm.

Moberg blev mycket uppmärksammad för sina framställningar om den svenska historien berättad från folkets perspektiv, vilket är mest renodlat i historieverket Min svenska historia, berättad för folket (1–2) (1970–1971), som inte blev fullbordat. Med dessa böcker ville Moberg skildra de vanliga människorna – soldater, bönder och kvinnor – som de etablerade historikerna har glömt bort. Det har dock påpekats att Moberg misslyckades med detta och hans två böcker i första hand ägnar sig åt kända personer i den svenska historien: Bjälboätten, tidigare kallad Folkungaätten, Heliga Birgitta, drottning Margareta, Engelbrekt och Sten Sture den äldre som redan utforskats medan socialhistoria och kulturhistoria blir styvmoderligt behandlade. Mobergs brist på källkritik och hans negativa bild av Gustav Vasa har också nämnts.
På äldre dar plågades Moberg av värk i nacke och rygg, till följd av ett liv sittandes vid skrivmaskinen. Moberg hade också under de sista åren av sitt liv svårt att skriva, samt en oro för att åldras, vilket kan ha lett till den depression som orsakade hans död; han dränkte sig på morgonen den 8 augusti 1973 i Väddöviken utanför sitt hus i Söderäng på Väddö i Roslagen. Tidigare samma morgon hade Moberg avslutat ett brev till sin hustru med orden: Klockan är tjugo över sju. Jag går att söka i sjön, sömnen utan slut. Förlåt mig, jag orkade inte uthärda.
Moberg är begravd på Norra begravningsplatsen i Stockholm.
Den 27 december 2009 brann det på Söderängs gård. Det stora bostadshuset från 1800-talets mitt förstördes helt och därmed även tavlor gjorda av Mobergs son Björn. Dock klarade sig "skrivarstugan" som inte låg i direkt anslutning till gården.

## Vilhelm Moberg-Sällskapet
Den 19 augusti 1989, dagen före den dag då Moberg skulle fyllt 91 år, grundades Vilhelm Moberg-Sällskapet. Sällskapet vill bidra till att Moberg förblir en levande författare för nya generationer av läsare. Sällskapet, som har sin bas i Utvandrarnas Hus i Växjö, ger årligen ut en skriftserie med böcker om och av Moberg. Man delar även ut stipendier till studenter och forskare som skrivit uppsatser och dylikt med anknytning till Moberg.

### Romaner
- 1922 – Prinsessan på Solklinten
- 1927 – Raskens
- 1929 – Långt från landsvägen
- 1930 – De knutna händerna
- 1932 – A.P. Rosell, bankdirektör
- 1933 – Mans kvinna
- 1935 – Sänkt sedebetyg
- 1937 – Sömnlös
- 1939 – Giv oss jorden!
- 1941 – Rid i natt!
- 1944 – Soldat med brutet gevär
- 1946 – Brudarnas källa
- 1949 – Utvandrarna
- 1952 – Invandrarna
- 1953 – Det gamla riket
- 1956 – Nybyggarna
- 1959 – Sista brevet till Sverige
- 1963 – Din stund på jorden
- 1967 – Förrädarland

### Övrig prosa
- 1921 – I vapenrock och linnebyxor
- 1923 – Inom Baggemosa ägogränser
- 1941 – Svensk strävan
- 1943 – Sanningen kryper fram
- 1945 – Segerstedtstriden
- 1946 – Hatets och kärlekens diktare: Ragnar Jändel
- 1950 – Den okända släkten
- 1951 – Fallet Krukmakaregatan
- 1953 – Att övervaka överheten
- 1955 – Därför är jag republikan
- 1956 – Komplotterna: affärerna Unman och Selling
- 1966 – Bondeåret. En krönika
- 1968 – Berättelser ur min levnad
- 1970 – Min svenska historia Del I – Från Oden till Engelbrekt
- 1971 – Min svenska historia Del II – Från Engelbrekt till och med Dacke
- 1973 – I skrivande stund
- 1973 – Otrons artiklar
- 1984 – I egen sak
- 1990 – Vårplöjning och andra berättelser
- 1995 – Att upptäcka Amerika
- 1996 – I det ofria ordets tid

### Dramer och folklustspel
- 1922 – Hjonelag skall med böneman byggas
- 1924 – Kärleksdoktorn (även Doktron på nr 18, Herrn på nr 18 samt  Doktor Allvetande)
- 1926 – Kassabrist
- 1929 – Hustrun
- 1929 – Bröllopssalut
- 1929 – Marknadsafton
- 1930 – Psykos (radiopjäs)
- 1931 – En brevkomedi i två tablåer (radiopjäs)
- 1933 – Femtioårsdagen (radiopjäs)
- 1933 – Våld
- 1933 – Bönder emellan
- 1935 – Försvunnen (senare version av pjäsen Psykos)
- 1935 – Lördagskväll
- 1937 – Kyskhet – ett spel för teatern om den älskande människan
- 1938 – Jungfrukammare
- 1940 – De knutna händerna
- 1940 – Änkeman Jarl
- 1941 – En löskekarl
- 1942 – Rid i natt!
- 1943 – Mans kvinna
- 1945 – Vår ofödde son
- 1946 – Gudens hustru – en hednisk kultkomedi
- 1954 –  Lea och Rakel
- 1954 – Jungfru Maria på fattiggårn (radiopjäs)
- 1957 – Domaren
- 1957 – Äktenskapsdramer
- 1961 – Nattkyparen
- 1962 – Sagoprinsen
- 1965 – Hundra gånger gifta
- 1965 – Kvinnas man
- 1967 – Din stund på jorden

### Filmmanus
- 1960 – Domaren

## Priser och utmärkelser
- 1939 – De Nios Stora Pris
- 1953 – BMF-plaketten för Invandrarna
- 2005 – Årets republikan, postumt tilldelat Moberg för "en brinnande passion för demokratins principer", enligt Republikanska Föreningen, som benämnde honom "Sveriges viktigaste republikan"[30]
- Asteroiden 7360 Moberg[31]